# Timothy Peake
Timothy Peake  (* 7. dubna 1972 Chichester, Spojené království) je bývalý britský vojenský pilot a astronaut, 543. člověk ve vesmíru. V prosinci 2015 se vydal na půl roku na Mezinárodní vesmírnou stanici (ISS) jako člen Expedice 46/47. Během mise jako první britský astronaut vystoupil do volného vesmíru. Po odchodu z ESA se v červenci 2024 připojil ke skupině profesionálních astronautů soukromé společnosti Axiom Space.

## Mládí a vojenská kariéra
Timothy Peake pochází z jihoanglického Chichesteru, po střední škole studoval v letech 1990–1992 na Královské vojenské akademii v Sandhurstu.
Poté sloužil v Army Air Corps Britské armády jako velitel čety vrtulníků u pluku The Royal Green Jackets v Severním Irsku, později i v Německu, Makedonii, Keni, Kanadě, Bosně a Afghánistánu; v letech 1999–2002 sloužil v USA, po návratu do roku 2009 ve Velké Británii. Roku 2006 získal bakalářský titul v oboru letová dynamika na University of Portsmouth. Během své vojenské kariéry nalétal přes 3000 hodin na 30 typech vrtulníků.
Roku 2009 odešel z armády k podniku AgustaWestland na místo zkušebního pilota.

## Kariéra v ESA

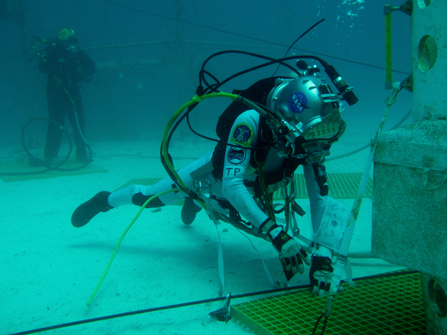
Tim Peake pracuje pod vodou během expedice NEEMO-16

Roku 2008 se přihlásil do 4. náboru astronautů Evropské kosmické agentury (ESA), uspěl a 20. května 2009 byla zařazen do oddílu astronautů ESA. Základní výcvik v Evropském astronautickém středisku (European Astronaut Centre) v Kolíně nad Rýnem oficiálně zakončil 22. listopadu 2010.
Během výcviku absolvoval stáže v Rusku i USA. Roku 2011 s dalšími kosmonauty v rámci tréninku přežití v extrémních podmínkách strávil týden v podzemí průzkumem jeskynního komplexu na Sardinii. Následujícího roku se účastnil expedice NEEMO-16 – 16denního pobytu v podmořské výzkumné stanici NASA u břehů Floridy.
Po návratu ze svého jediného kosmického letu pokračoval v aktivním výcviku a také zastával několik řídicích funkcí v ESA a věnoval se také popularizaci vesmíru prostřednictvím vzdělávacích a osvětových aktivit, které podněcují děti na celém světě, aby přemýšlely o možnostech, které jim vesmír může nabídnout. V této činnosti pokračuje i poté, co v lednu 2023 z aktivní služby týmu astronautů ESA odešel a přijal roli ambasadora Britské vesmírné agentury a ESA pro vědu, technologie, inženýrství a matematiku. V dubnu 2023 se také stal neexekutivním ředitelem na Ministerstvu vědy, inovací a technologie Velké Británie.

### Jediný kosmický let – Sojuz TMA-19M
V květnu 2013 byl zařazen do posádky Expedice 46/47 na Mezinárodní vesmírnou stanici (ISS). Start byl plánován na konec listopadu 2015 v lodi Sojuz TMA-19M; velitelem Sojuzu byl určen zprvu Sergej Zaljotin, později Jurij Malenčenko, třetím členem posádky Timothy Kopra. Do vesmíru vzlétli 15. prosince 2015, téhož dne se jejich loď spojila se stanicí a kosmonauti se zapojili do práce Expedice 46. Jako první britský kosmonaut vystoupil 15. ledna 2016 do volného vesmíru, aby s americkým kolegou Timem Koprou, vedoucím výstupu, vyměnili vadný regulátor napětí. Celkově se jednalo o 192. výstup z ISS. Výstup trval 4 hodiny a 43 minut. Během letu také jako první muž dokončil ve vesmíru maraton na běhacím pásu, a to současně se skutečným Londýnským maratonem na Zemi (mezi astronautkami drží podobný primát Sunita Williamsová z roku 2007). Časem 3:35:21 si vysloužil zápis do Guinessovy knihy rekordů.
V březnu 2016 při přeletu ISS nad územím Česka navázal spojení se studenty gymnázií v Olomouci. Během deseti minutového rozhovoru zodpověděl na 18 otázek. Šlo o vůbec první radiokomunikační spojení s ISS z území České republiky. Na ISS žil a pracoval do 18. června 2016, kdy se s Malenčenkem a Koprou v Sojuzu TMA-19M přistáli v kazašské stepi. Jejich let trval 185 dní, 22 hodin, 11 minut a 30 sekund.

## Axiom Space
Společnost Axiom Space se sídlem v Houstonu, která od roku 2022 organizuje privátní vesmírné mise na Mezinárodní vesmírnou stanici, oznámila 23. července 2024, že se Peake připojil k jejímu týmu astronautů. V roli strategického poradce je jeho specifickým úkolem podporovat vývoj a strategii potenciální vesmírné mise složené pouze z občanů Velké Británie.

## Osobní život
Timothy Peake je ženatý, s manželkou Rebeccou má dva syny. K jeho koníčkům patří lyžování, potápění, lezení a přespolní běh.
V dětství byl členem skautské organizace a zůstal jí věrný i v pozdějších letech, kdy se stal ambasadorem Skautské asociace Velké Británie a Princova trustu, charitativní organizace založené v roce 1976 Králem Karlem III. (tehdy Princem z Walesu).